# Jana anyagudae
Jana anyagudae is een vlinder uit de familie Eupterotidae. De wetenschappelijke naam van deze soort is voor het eerst geldig gepubliceerd in 1966 door Stoneham.
De soort komt voor in tropisch Afrika.